# Chitose Is in the Ramune Bottle
Chitose Is in the Ramune Bottle (яп. 千歳くんはラムネ瓶のなか, Chitose-kun wa Ramune Bin no Naka, Чітосі-кун у пляшці з лимонадом) — серія ранобе, написана Хірому та проілюстрована raemz. Перший том був опублікований видавництвом Shogakukan під імпринтом Gagaga Bunko в червні 2019 року.
Манґа-адаптація з ілюстраціями Бобкета виходила на платформі Manga Up! видавництва Square Enix з квітня 2020 по лютий 2025 року. Адаптація у форматі аніме-телесеріалу, створена студією Feel, запланована на жовтень 2025 року.

## Сюжет
Саку Чітосе — популярний хлопець і президент класу, який є лідером групи учнів під назвою «Команда Чітосе». До її складу входить Юко Хіірагі, дівчина яка відчуває до нього симпатію, хоча він про це не здогадується. Одного дня вчитель просить Саку переконати учня-самітника, Кенту Ямазакі, повернутися до школи. Серіал розповідає про те як Саку, Юко та інші члени «Команди Чітосе» допомагають іншим учням вирішувати їхні проблеми.

## Персонажі
Саку Чітосе (яп. 千歳 朔, Chitose Saku)
Сейю: Сього Саката
Найпопулярніший хлопець у школі та лідер «Команди Чітосе». Раніше займався бейсболом.
Юко Хіірагі (яп. 柊夕 湖, Hīragi Yūko)
Сейю: Манака Івамі
Популярна та вродлива учениця, що є членом тенісного клубу.
Юа Учіда (яп. 内田 優空, Uchida Yua)
Сейю: Хіна Йомія
Учасниця духового оркестру. Виконує роль розсудливого члена «Команди Чітосе».
Хару Аомі (яп. 青海 陽, Aomi Haru)
Сейю: Румі Окубо
Енергійна дівчина, капітан шкільної баскетбольної команди.
Юдзукі Нанасе (яп. 七瀬 悠月, Nanase Yuzuki)
Сейю: Ікумі Хасеґава
Асука Нішіно (яп. 西野 明日風, Nishino Asuka)
Сейю: Чіка Андзай
Кента Ямазакі (яп. 山崎 健太, Yamazaki Kenta)
Учень, який перестав ходити до школи. Він повертається завдяки Саку та знаходить друзів серед членів «Команди Чітосе».

## Медіа

### Ранобе
Серія написана Хірому та проілюстрована raemz. Її перший том був опублікований видавництвом Shogakukan під імпринтом Gagaga Bunko 18 червня 2019 року. Станом на серпень 2024 року було випущено дев'ять основних томів та один том з додатковими оповіданнями.
У липні 2021 року видавництво Yen Press оголосило, що отримало ліцензію на видання серії англійською мовою.
| №          | Дата виходу     | ISBN                   |
| ---------- | --------------- | ---------------------- |
| 1          | 18 червня 2019  | ISBN 978-4-09-451796-5 |
| 2          | 18 жовтня 2019  | ISBN 978-4-09-451816-0 |
| 3          | 17 квітня 2020  | ISBN 978-4-09-451841-2 |
| 4          | 18 вересня 2020 | ISBN 978-4-09-451866-5 |
| 5          | 20 квітня 2021  | ISBN 978-4-09-451899-3 |
| 6          | 19 серпня 2021  | ISBN 978-4-09-453022-3 |
| 6.5        | 18 березня 2022 | ISBN 978-4-09-453060-5 |
| 7          | 18 серпня 2022  | ISBN 978-4-09-453085-8 |
| 8          | 20 червня 2023  | ISBN 978-4-09-453126-8 |
| 9          | 20 серпня 2024  | ISBN 978-4-09-453203-6 |
| Оповідання | 20 серпня 2025  | ISBN 978-4-09-453257-9 |

### Манґа
Адаптація у форматі манґи, проілюстрована Бобкетом, виходила на сайті Manga Up! видавництва Square Enix з 12 квітня 2020 року до 8 лютого 2025 року. Square Enix опублікувало її окремі розділи у восьми томах танкобон.
На заході Anime NYC 2021 видавництво Yen Press оголосило, що також видаватиме манґу англійською мовою.
| № | Дата виходу      | ISBN                   |
| - | ---------------- | ---------------------- |
| 1 | 18 вересня 2020  | ISBN 978-4-7575-6849-5 |
| 2 | 5 лютого 2021    | ISBN 978-4-7575-7078-8 |
| 3 | 19 серпня 2021   | ISBN 978-4-7575-7427-4 |
| 4 | 18 березня 2022  | ISBN 978-4-7575-7788-6 |
| 5 | 7 листопада 2022 | ISBN 978-4-7575-8233-0 |
| 6 | 6 липня 2023     | ISBN 978-4-7575-8642-0 |
| 7 | 19 серпня 2024   | ISBN 978-4-7575-9334-3 |
| 8 | 7 березня 2025   | ISBN 978-4-7575-9714-3 |

### Аніме
Про аніме-адаптацію було оголошено 9 серпня 2024 року. Серіал буде створено студією Feel під керівництвом режисера Юдзі Токуно. Нарухіса Аракава відповідає за композицію серіалу та написання сценаріїв разом із Хірому, а Суміе Кіношіта розробляє дизайн персонажів. Прем'єра запланована на жовтень 2025 року. Серіал ліцензований компанією Remow.

## Сприйняття
У довіднику «Kono Light Novel ga Sugoi!» серія посідала перше місце в категорії бункобон у 2021 та 2022 роках. Загальний тираж серії становить понад 280 000 примірників. У 2022 році уряд префектури Фукуй виділив 6 мільйонів єн на кампанію розвитку попкультурного туризму у співпраці з серією «Чітосе-кун у пляшці з лимонадом».